# Dřínov (ort i Tjeckien, Zlín)
Dřínov är en ort i Tjeckien.   Den ligger i regionen Zlín, i den östra delen av landet, 220 km öster om huvudstaden Prag. Dřínov ligger 300 meter över havet och antalet invånare är 446.
Terrängen runt Dřínov är huvudsakligen platt, men söderut är den kuperad. Runt Dřínov är det ganska tätbefolkat, med 70 invånare per kvadratkilometer. Närmaste större samhälle är Kroměříž, 11,6 km öster om Dřínov. Trakten runt Dřínov består till största delen av jordbruksmark.